# Liste der Bodendenkmäler in Ettringen (Wertach)
Auf dieser Seite sind die Bodendenkmäler in der schwäbischen Gemeinde Ettringen zusammengestellt. Diese Tabelle ist eine Teilliste der Liste der Bodendenkmäler in Bayern. Grundlage ist die Bayerische Denkmalliste, die auf Basis des Bayerischen Denkmalschutzgesetzes vom 1. Oktober 1973 erstmals erstellt wurde und seither durch das Bayerische Landesamt für Denkmalpflege geführt wird. Die folgenden Angaben ersetzen nicht die rechtsverbindliche Auskunft der Denkmalschutzbehörde.

## Bodendenkmäler in Ettringen
| Lage       | Objekt                                                                                    | Akten-Nr.     | Bild |
| ---------- | ----------------------------------------------------------------------------------------- | ------------- | ---- |
| (Standort) | Grabhügel vorgeschichtlicher Zeitstellung.                                                | D-7-7829-0005 |      |
| (Standort) | Teilstück einer Straße vor- und frühgeschichtlicher oder mittelalterlicher Zeitstellung.  | D-7-7829-0006 |      |
| (Standort) | Teilstücke von Straßen vor- und frühgeschichtlicher oder mittelalterlicher Zeitstellung.  | D-7-7829-0008 |      |
| (Standort) | Grabhügel der Hallstattzeit.                                                              | D-7-7829-0010 |      |
| (Standort) | Grabhügel vorgeschichtlicher Zeitstellung.                                                | D-7-7829-0015 |      |
| (Standort) | Siedlung der römischen Kaiserzeit.                                                        | D-7-7829-0017 |      |
| (Standort) | Grabhügel vorgeschichtlicher Zeitstellung.                                                | D-7-7829-0027 |      |
| (Standort) | Grabhügel vorgeschichtlicher Zeitstellung.                                                | D-7-7829-0032 |      |
| (Standort) | Burgstall des Mittelalters.                                                               | D-7-7829-0034 |      |
| (Standort) | Siedlung der römischen Kaiserzeit, des Mittelalters und der Neuzeit.                      | D-7-7829-0035 |      |
| (Standort) | Grabhügel vorgeschichtlicher Zeitstellung.                                                | D-7-7829-0041 |      |
| (Standort) | Straße der römischen Kaiserzeit.                                                          | D-7-7829-0049 |      |
| (Standort) | Mittelalterliche und frühneuzeitliche Befunde im Bereich der Kath. Pfarrkirche St. Georg  | D-7-7829-0060 |      |
| (Standort) | Mittelalterliche und frühneuzeitliche Befunde im Bereich der Kath. Pfarrkirche St. Martin | D-7-7829-0070 |      |
| (Standort) | Mittelalterliche und frühneuzeitliche Befunde im Bereich der Kath. Filialkirche St. Anna  | D-7-7829-0072 |      |
| (Standort) | Mittelalterliche und frühneuzeitliche Befunde im Bereich der Kath. Kapelle St. Wendelin   | D-7-7829-0074 |      |
| (Standort) | Siedlung des späten Mittelalters.                                                         | D-7-7829-0091 |      |
| (Standort) | Ziegelei der römischen Kaiserzeit.                                                        | D-7-7830-0001 |      |
| (Standort) | Grabhügel der Hallstattzeit.                                                              | D-7-7830-0003 |      |
| (Standort) | Teilstück einer Straße vor- und frühgeschichtlicher oder mittelalterlicher Zeitstellung.  | D-7-7830-0008 |      |
| (Standort) | Gräber der Merowingerzeit.                                                                | D-7-7830-0012 |      |
| (Standort) | Gräber der römischen Kaiserzeit.                                                          | D-7-7830-0013 |      |
| (Standort) | Straße der römischen Kaiserzeit.                                                          | D-7-7830-0126 |      |
| (Standort) | Siedlung vor- und frühgeschichtlicher Zeitstellung.                                       | D-7-7830-0137 |      |
| (Standort) | Burgstall des Mittelalters.                                                               | D-7-7830-0138 |      |
| (Standort) | Straße der römischen Kaiserzeit.                                                          | D-7-7830-0165 |      |
| (Standort) | Verebnete Grabhügel vorgeschichtlicher Zeitstellung.                                      | D-7-7929-0026 |      |
| (Standort) | Burgstall des Mittelalters.                                                               | D-7-7929-0039 |      |